# سرخرگ واژینال
سرخرگ واژینال (انگلیسی: Vaginal artery) یا سرخرگ مهبلی سرخرگی در زنان است که خون را به واژن و قاعده مثانه می‌رساند.

## ساختار

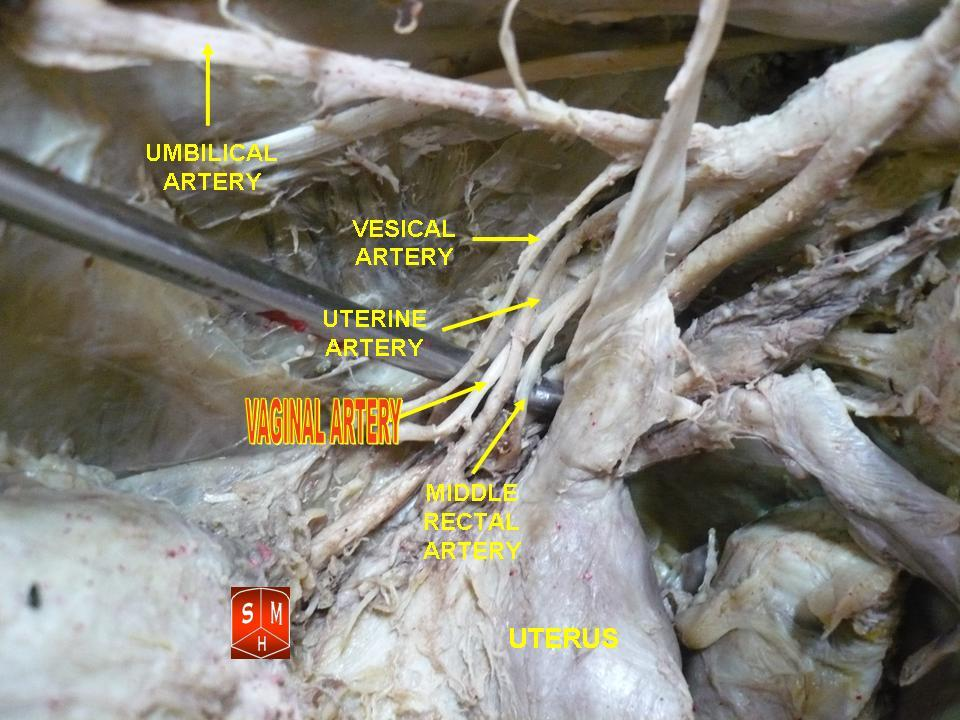
نمایی از سرخرگ واژینال

سرخرگ واژینال معمولاً شاخه‌ای از سرخرگ تهیگاهی درونی است. برخی منابع می‌گویند که می‌تواند از سرخرگ زهدانی بیرون بیاید و جدا شود، اما عبارت شاخه‌های واژینال سرخرگ زهدانی اصطلاحی برای خون‌رسانی به واژن است که از سرخرگ زهدانی می‌آید.
سرخرگ واژینال اغلب توسط دو یا سه شاخه نشان داده می‌شود. این شاخه‌ها به درون واژن فرود می‌آیند و خون غشاء مخاطی آن را فراهم می‌کنند. آن‌ها با شاخه‌هایی از سرخرگ زهدانی آناستوموز می‌کنند. این رگ می‌تواند شاخه‌هایی را به وستیبول و انتهای مثانه و بخش مجاور راست‌روده بفرستد.

## کارکرد
سرخرگ واژینال خون اکسیژن‌دار را به دیواره ماهیچه‌ای واژن می‌فرستد و همراه با سرخرگ زهدانی و سرخرگ شرمگاهی درونی خون ناحیه شرمگاهی را تأمین می‌کنند. این رگ همچنین دهانه رحم را به همراه سرخرگ زهدانی تأمین می‌کنند.

## تاریخچه
برخی از متون سرخرگ مثانه‌ای زیرین را تنها در مردان می‌دانند و ساختار همسان آن را در زنان سرخرگ واژینال می‌دانند.

## دیگر جانوران
در اسب‌ها، این سرخرگ ممکن است پس از تولد دچار خونریزی شود که می‌تواند باعث مرگ شود.